# Венский бал в Москве
Венский Бал в Москве — благотворительное культурное мероприятие, проходящее под патронатом Правительства Москвы, Магистрата Вены и Посольства Австрии в России.

## Значение
Каждый год Венский бал в Москве принимает около полутора тысяч гостей — представителей общественности и деятелей культуры, политики и бизнеса из России, Австрии, Германии, США и других стран. Согласно венским бальным традициям, и Венский бал в Москве является благотворительным. Собранные средства направляются в поддержку детских организаций и благотворительных фондов, как, например, фонд «Линия Жизни», благотворительный фонд поддержки деятелей искусства «Артист» и др.
Организаторы Венского бала в Москве расширили эту традицию, проводя аналогичные мероприятия в Карловых Варах, Риге, Пекине, а также на родине бала в Вене, под брендом Московского бала.

## История
Вена — родина вальса — с давних пор и по сей день сохраняет за собой титул мировой столицы балов. В бальный сезон в Вене проходит более 450 балов, главным и самым значительным из которых не только в Австрии, но и во всей Европе является бал, который проводится в здании знаменитой Венской Оперы. Венские балы уже с успехом прошли в Праге, Нью-Йорке, Риме и Токио. Начиная с 2003 года Венские балы стали проходить и в Москве.

### Первый Венский Бал в Москве
Первый Венский Бал в Москве состоялся под патронатом мэрии Москвы, Торгово-промышленной палаты Австрии и Посольства Австрии в России. Бал прошёл в зале Гостиного Двора на Ильинке. Главным элементом интерьера стали тысячи букетов из живых роз. Гости пробовали австрийские вина и блюда национальной австрийской кухни. Все 210 официантов были одеты в костюмы Австро-Венгерской империи середины XIX века.
Бал открыли 120 специально отобранных бальным комитетом молодых пар. Они продемонстрировали умение танцевать венский вальс. Среди дебютанток была «Мисс Европа-2002» Светлана Королева. В концертной программе приняли участие Большой симфонический оркестр под управлением австрийского дирижёра Альфреда Эшве, балетная труппа Большого театра, курсанты Московской военной консерватории, солист Венской Государственной Оперы баритон Бернд Вайкль, тенор Роберто Аланья и сопрано Любовь Казарновская. В танцевальную программу вошли вальсы и польки, фокстроты и танго, ча-ча-ча, самба и рок-н-ролл.
Начиная с 2003 года, Венский Бал в Москве проходит ежегодно:
- 14 июня 2003 — ПЕРВЫЙ ВЕНСКИЙ БАЛ В МОСКВЕ, Гостиный двор
- 24 апреля 2004 — ВТОРОЙ ВЕНСКИЙ БАЛ В МОСКВЕ, Концертный зал «Россия»
- 17 июня 2005 — ТРЕТИЙ ВЕНСКИЙ БАЛ В МОСКВЕ, Манеж
- 9 июня 2006 — ЧЕТВЕРТЫЙ ВЕНСКИЙ БАЛ В МОСКВЕ, Манеж
- 8 июня 2007 — ПЯТЫЙ ВЕНСКИЙ БАЛ В МОСКВЕ, Манеж
- 6 июня 2008 — ШЕСТОЙ ВЕНСКИЙ БАЛ В МОСКВЕ, Манеж
- 19 июня 2009 — СЕДЬМОЙ ВЕНСКИЙ БАЛ В МОСКВЕ, Гостиный двор
- 24 апреля 2010 — ВОСЬМОЙ ВЕНСКИЙ БАЛ В МОСКВЕ, Гостиный двор
- 4 июня 2011 — ДЕВЯТЫЙ ВЕНСКИЙ БАЛ В МОСКВЕ, Гостиный двор
- 19 мая 2012 — ДЕСЯТЫЙ ВЕНСКИЙ БАЛ В МОСКВЕ, Манеж
- 25 мая 2013 — ОДИННАДЦАТЫЙ ВЕНСКИЙ БАЛ В МОСКВЕ, Гостиный двор
- 31 мая 2014 — ДВЕНАДЦАТЫЙ Венский Бал в Москве, Гостиный двор
- 6 июня 2015 — ТРИНАДЦАТЫЙ Венский Бал в Москве, Гостиный двор
- 21 мая 2016 — ЧЕТЫРНАДЦАТЫЙ Венский Бал в Москве, Гостиный двор
- 20 мая 2017 — ПЯТНАДЦАТЫЙ Венский Бал в Москве, Гостиный двор
- 26 мая 2018 — XVI Венский Бал в Москве, Гостиный двор. Программа была посвящена Году русского балета.
- 25 мая 2019 — XVII Венский Бал в Москве, Гостиный двор. Программа была посвящена Году театра, бенефициаром был фонд "Артист", оказывающий помощь ветеранам театра и кино[7]
- 29 мая 2021 - XVIII Венский Бал в Москве, Гостиный двор. Программа была посвящена 250-летию со дня рождения Людвига Ван Бетховена

## Программа Бала

### Церемония открытия Венского Бала в Москве
Церемонии открытия начинается с выхода дебютантов. Под звуки полонеза Карла Цирера в зал входят около ста двадцати пар: девушки в белых бальных платьях и юноши в черных фраках или парадной военной форме. Исполнив полонез, дебютанты несколькими колоннами выстраиваются перед сценой. Приветствовать гостей бала выходят официальные лица Москвы и Вены. Дебютанты исполняют первый танец под звуки вальса «На прекрасном голубом Дунае» Иоганна Штрауса и танцмейстер обращается к гостям бала со словами «Alles Walzer» — «вальсируют все!» и таким образом приглашает всех участников присоединиться к танцующим.

### Концертная часть
По традиции гала-концерт бала открывает симфонический оркестр. В программе концерта звучит классическая и джазовая музыка в исполнении знаменитых оркестров, гости наблюдают выступления солистов оперы и балета, а также чемпионов мира по бальным танцам.
На Венском Балу в Москве, в разные годы, выступали такие деятели искусства, как: Роберто Аланья, Денис Мацуев, Марсело Альварес, Ольга Гурякова, Адриан Эред, Светлана Лунькина, Альфред Эшве, Венский хор мальчиков, Мирко Годзоли, Олесиа Бэтти, Дмитрий Хворостовский, Хосе Броз, Арунас Бижокас и Екатерина Димидова, Вернер Ауэр, Фабио Мастранжело, Семен Мильштейн и его джазовый данс-бэнд, Хосе Кура, один из самых известных танцевальных оркестров мира «Ross Mitchell His Band and SIngers» и другие.

### Танцевальная программа
Танцевальная программа Венского Бала делится на две части.
До полуночи, вместе с симфоническим оркестром, гости преимущественно танцуют вальсы, польки и галопы. В полночь исполняется «Веселая кадриль» Виктора Темнова в исполнении Льва Барашкова, в которой принимают участие около 1000 человек под руководством танцмейстера, который прямо в зале обучает гостей движениям этого танца. После кадрили симфонический оркестр уступает место джаз-бэнду, наступает время быстрых и медленных фокстротов, танго, румбы, ча-ча-ча и самбы. Танцы длятся до 5 утра.

## Традиции Венского Бала
Венский бал в Москве проводится по всем канонам Венских Балов.
Перед официальным открытием бала, во время сбора гостей, дамы, присутствующие на балу, получают небольшие подарки от организаторов и спонсоров бала.
Бал открывается выходом дебютантов, которые обязательно исполняют полонез и вальс.
Ровно в полночь на балу звучит «Полночная Кадриль», которую танцуют все, так как заранее знать движения этого танца не обязательно. 
На балу проводится благотворительная лотерея. Средства, вырученные от продажи лотерейных билетов, направляются на поддержку детских благотворительных организаций и других выбранных бальным комитетом бенефициаров.
На балу соблюдается строгий дресс-код: для дам это вечернее платье в пол, для господ -- фрак, смокинг или парадная военная форма.

## Дебютанты
Исторически дебютантами назывались девушки и юноши, которые в первый раз в жизни участвовали в большом светском событии и там представлялись обществу. На Венском балу в Москве каждый год более 100 пар дебютантов участвуют в торжественной церемонии открытия Бала. Это самый крупный бал в российской столице. В течение двух месяцев дебютанты учатся танцевать под руководством президента Русского танцевального союза Станислава Попова.
В разные годы дебютантками бала становились чемпионка мира по художественной гимнастике Алина Кабаева, олимпийская чемпионка по художественной гимнастике в Рио-де-Жанейро Вера Леонидовна Бирюкова,серебряный призёр Игр XXVIII Олимпиады Ирина Чащина, певица Алсу, чемпионка мира по спортивным бальным танцам Екатерина Ваганова, теннисистка Елена Дементьева, чемпионка мира по синхронному плаванию Мария Громова, «Мисс Россия-2003» Виктория Лопырева, «Мисс Россия-2005» Александра Ивановская, вторая «Вице-мисс Россия-2007» и «Вице-мисс Вселенная-2008» Вера Красова, «Мисс Россия 2010» Ирина Антоненко, «Мисс Россия-2011» Наталья Гантимурова, а также «Мисс Россия-2012» Елизавета Голованова.
Дебютанты входят в зал под традиционный полонез и исполняют его в бальных традициях 19 века. После полонеза их первый танец (как правило — вальс "На прекрасном голубом Дунае") предваряет торжественное открытие бала. После этого ведущий приглашает гостей присоединиться к вальсирующим фразой «Alles Walzer».

## Бальный комитет
Бальный комитет Венского Бала составляет программу, проводит отбор дебютантов и приглашает почетных гостей.
В Бальный Комитет входят:
- Галина Фомина — председатель Бального комитета, соучредитель;
- Александр Смагин — генеральный директор ООО «Венский Бал Москва», соучредитель;
- Станислав Попов — вице-президент Всемирного танцевального союза, президент Российского танцевального союза, главный танцмейстер Венских балов;
- Татьяна Ковалёва — доцент кафедры конституционного права МГУ им. М. В. Ломоносова;
- Галина Маяровская —  президент Российской академии музыки им. Гнесиных ;
- Марианна Чайкина — художник, руководитель детского хора;
- Юрий Розум — пианист, народный артист России;
- Елизавета Фокина —  генеральный директор выставочного комплекса "Царицыно"
- Седа Насибян —  д-р э.н., декан факультета финансов и банковского дела РАНХиГС при Президенте РФ;
- Лариса Пронина — генеральный директор компании UA Trading, член союза дизайнеров Москвы.

### отклики в СМИ

#### на русском
- «Аргументы и факты»
- РИА Новости
- Вести
- ТВЦ
- Подмосковье
- Москва 24
- Dance Sport Channel
- РТ Испания
- Вести
- ТВЦ

#### на немецком
- газета «Kurier»
- газета «Heute»
- видео „Seitenblicke“